# Cage
Chris Palko, mer känd under sitt artistnamn Cage, är en tysk-amerikansk rappare vars musik kretsar kring hans tuffa uppväxt och liv.

## Biografi
Palko föddes i Würzburg i Tyskland, där hans far som då tjänstgjorde i USA:s armé då var stationerad, men uppväxt i Middletown, Orange County, New York, dit familjen flyttade efter att fadern blivit avskedad från armén på grund av användning och försäljning av heroin. Palko tvingades bevittna sin far använda heroin och att uppleva missbrukets effekter, som att fadern hotade sin familj med ett hagelgevär. Fadern hamnade efter detta i fängelse och modern gifte om sig. Styvfadern slog honom och i tonåren började Palko själv använda droger vilket snart ledde till allvarlig problem. Han blev utkastad från hemmet och arresterades flera gånger för olika drogrelaterade brott och riskerade fängelsestraff, men blev istället placerad på mentalsjukhus. Han försökte begå självmord minst en gång. Under den tid han var på mentalsjukhuset började han skriva om sina tankar.
Cage började som rappare under tidigt 1990-tal. År 2001 var han med i gruppen Smut Peddlers med rapparen Mr. Eon och musikproducenten DJ Mighty Mi, från The High & Mighty, och släppte albumet Porn Again. 
År 2002 släppte Cage sitt debutalbum, Movies for the Blind, med producenter som Necro, J-zone och Dj Mighty Mi. Kort därefter bildade han gruppen Nighthawks med rapparen och producenten Camu Tao (2002). Två år senare, 2004, bildade han gruppen Leak Bros. med Tame One. 
År 2005 släppte Cage sitt andra soloalbum, Hell's Winter, med producenter som El-P, Camu Tao och Blockhead. Hans tredje soloalbum, Depart from Me, släpptes 2009 och innehåller bland annat låtarna "Look At What You Did", "I Found My Mind in Connecticut", "Depart from Me" och "Beat Kids". Ett fjärde soloalbum, Kill the Architect, kom 2013.

## Diskografi
- Movies for the Blind (2002)
- Hell's Winter (2005)
- Depart from Me (2009)
- Kill the Architect (2013)